# Robert LeGendre
Robert Lucien LeGendre (Lewiston, 7 gennaio 1898 – Brooklyn, 21 gennaio 1931) è stato un multiplista e lunghista statunitense.
Robert LeGendre stabilì allo stadio di Colombes, Francia, il 7 luglio 1924 il record mondiale di salto in lungo con 7,76 m, regolarmente omologato, durante la competizione di Pentathlon, ma in precedenza non si era qualificato ai Trials americani per la gara del lungo. La gara olimpica è vinta da DeHart Hubbard con 7,44 m, nettamente inferiore alla misura di LeGendre, che ottiene la medaglia di bronzo nel Pentathlon dietro al vincitore Eero Lehtonen (FIN) ed alla medaglia d'argento Elemér Somfay (HUN).

## Palmarès

### Olimpiadi
- Bronzo a Parigi 1924 nel pentathlon.